# Viggo Johansen
Viggo Johansen est un peintre danois né le 3 janvier 1851 à Copenhague et décédé le 18 décembre 1935 dans la même ville. Il fait partie des peintres de Skagen.

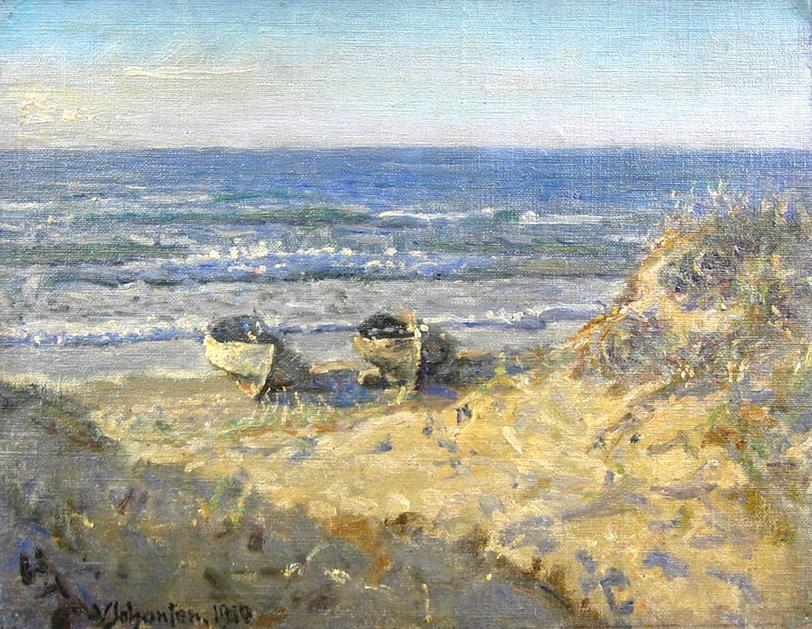
Embarcations sur la plage de Sonderstrand à Skagen (1910)
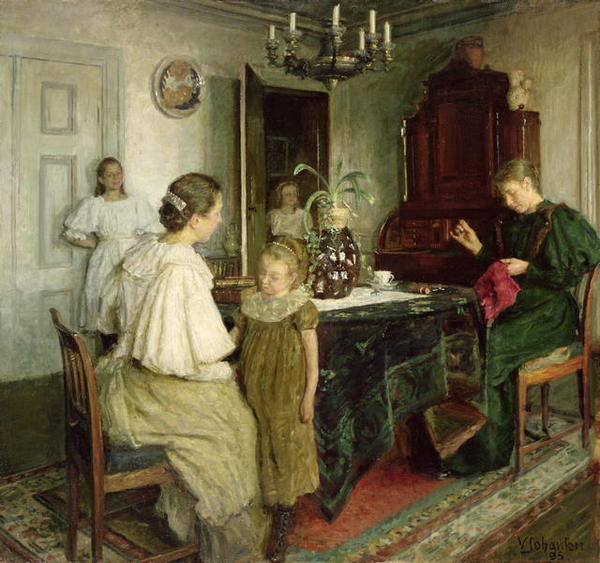
La famille de l'artiste
Rayon de soleil dans la salle à manger

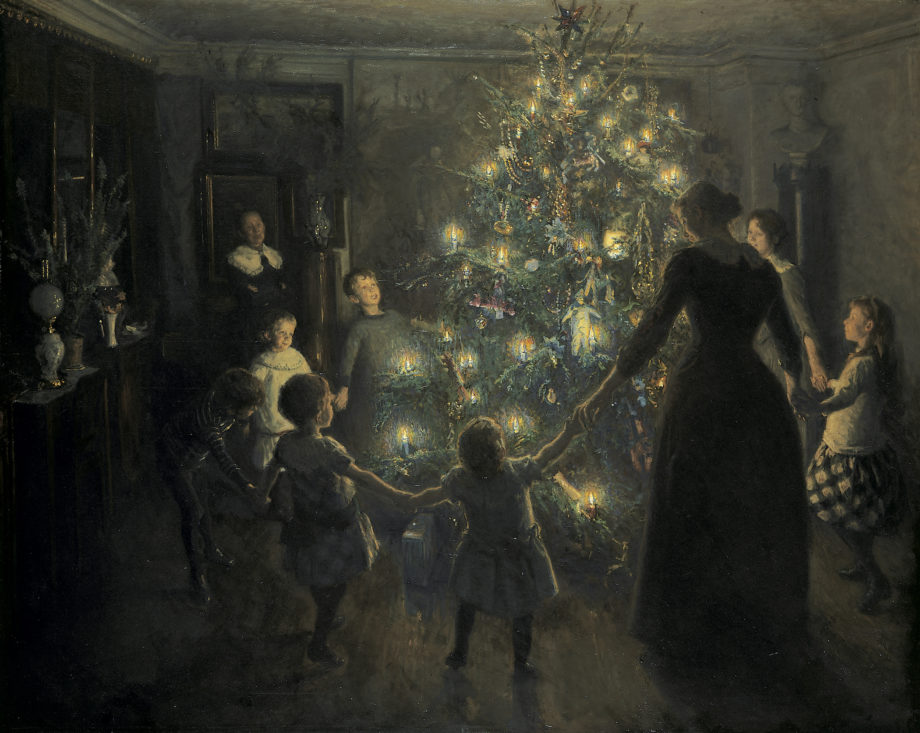
Joyeux Noël (1881)
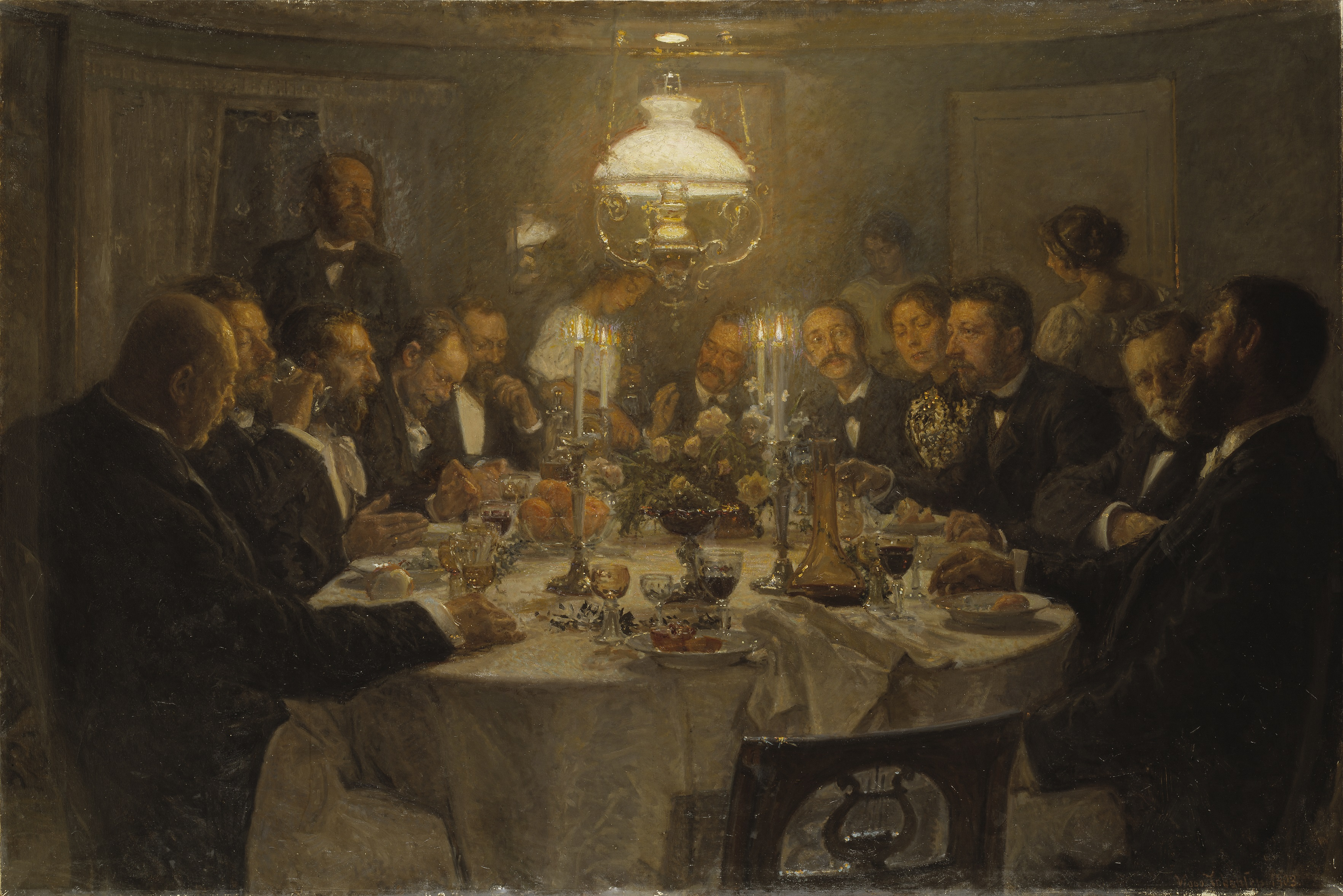
Une réunion d'artistes (1903)
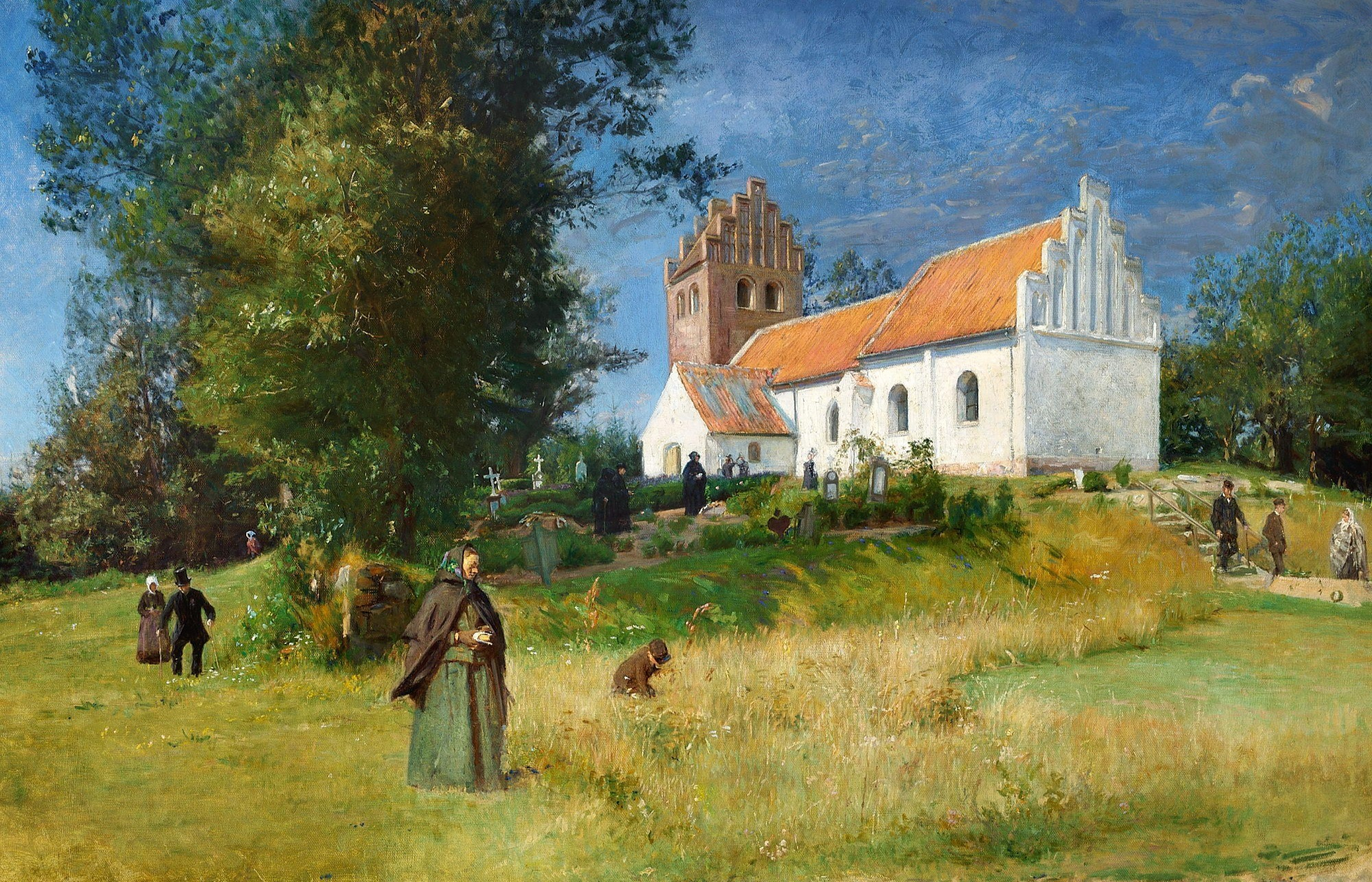
Église de Tibirke